# Регуляторний акт
Регулято́рний а́кт — прийнятий уповноваженим регуляторним органом нормативно-правовий акт, який або окремі положення якого спрямовані на правове регулювання господарських відносин, а також адміністративних відносин між регуляторними органами або іншими органами державної влади та суб'єктами господарювання; прийнятий уповноваженим регуляторним органом інший офіційний письмовий документ, який встановлює, змінює чи скасовує норми права, застосовується неодноразово та щодо невизначеного кола осіб і який або окремі положення якого спрямовані на правове регулювання господарських відносин, а також адміністративних відносин між регуляторними органами або іншими органами державної влади та суб'єктами господарювання, незалежно від того, чи вважається цей документ відповідно до закону, що регулює відносини у певній сфері, нормативно-правовим актом.
Ознаки регуляторного акту:
- має владно-організаційний характер;
- приймається (видається) уповноваженим на це суб'єктом;
- встановлює загальні правила безособистісного характеру;
- розрахований на багаторазове використання для всіх передбаченими ним випадків;
- йому притаманна стабільність;
- його юридична сила зберігається незалежно від виконання приписів в часі.

## Регуляторні органи
Регуляторними органами є:
- Верховна Рада України
- Президент України
- Кабінет Міністрів України
- Національний банк України
- Національна рада України з питань телебачення і радіомовлення
- інші державні органи, центральні органи виконавчої влади
- Верховна Рада Автономної республіки Крим
- Рада Міністрів Автономної республіки Крим
- місцеві органи виконавчої влади
- органи місцевого самоврядування

## Аналіз регуляторного впливу
Кожен проєкт регуляторного акту в обов'язковому порядку супроводжується аналізом регуляторного впливу, який містить: 
- обґрунтування необхідності державного регулювання шляхом прийняття регуляторного акта;
- аналіз впливу, який справлятиме регуляторний акт на ринкове середовище;
- забезпечення прав та інтересів суб'єктів господарювання, громадян та держави;
- обґрунтування відповідності проєкту регуляторного акта принципам державної регуляторної політики.

## Оприлюднення проєктів регуляторних актів
Усі проєкти регуляторних актів підлягають обов'язковому оприлюдненню. Повідомлення про оприлюднення проєкту регуляторного акту повинно містити:
- стислий виклад змісту проєкту регуляторного акту;
- поштову та електронну адресу розробника проєкту регуляторного акту та інших органів, до яких надсилаються зауваження та пропозиції;
- інформацію про спосіб оприлюднення проєкту регуляторного акта та відповідного аналізу регуляторного впливу (назва друкованого засобу масової інформації та/або адреса сторінки в мережі Інтернет, де опубліковано чи розміщено проєкт регуляторного акта та аналіз регуляторного впливу);
- інформацію про строк, протягом якого приймаються зауваження та пропозиції від громадськості, та про спосіб надання до регуляторного органу зауважень та пропозицій.

## Нормативно-правові акти, які визначають діяльність учасників регуляторного процесу
- Закон України «Про засади державної регуляторної політики у сфері господарської діяльності»;
- Постанова Кабінету Міністрів України «Про затвердження методик проведення аналізу впливу та відстеження результативності регуляторного акта» №308 від 11.03.2004;
- Постанова Кабінету Міністрів України «Про офіційне оприлюднення регуляторних актів, прийнятих місцевими органами виконавчої влади, територіальними органами центральних органів виконавчої влади та їх посадовими особами, і внесення змін до Порядку оприлюднення у мережі Інтернет інформації про діяльність органів виконавчої влади» №150 від 11.02.2004;
- Розпорядження Кабінету Міністрів України «Про підготовку та оприлюднення щорічної інформації Кабінету Міністрів України про здійснення державної регуляторної політики органами виконавчої влади» №152-р від 19.03.2004;
- Розпорядження Кабінету Міністрів України «Про проведення моніторингу виконання центральними та місцевими органами виконавчої влади найважливіших актів законодавства та завдань у першому півріччі 2004 року» №65-р від 19.02.2004;
- Постанова Кабінету Міністрів України «Про внесення змін та визнання такими, що втратили чинність, деяких постанов Кабінету Міністрів України» №472 від 14.04.2004;
- Указ Президента України «Про зміни та визнання такими, що втратили чинність, деяких указів Президента України» №477 від 24.04.2004;
- Указ Президента України «Про деякі заходи щодо забезпечення здійснення державної регуляторної політики» №901/2005 від 01.06.2005;
- Постанова Кабінету Міністрів України «Про Порядок оприлюднення у мережі Інтернет інформації про діяльність органів виконавчої влади» №3 від 04.01.2002.